# Erica cederbergensis
Erica cederbergensis är en ljungväxtart som beskrevs av Robert Harold Compton. Erica cederbergensis ingår i släktet klockljungssläktet, och familjen ljungväxter. Inga underarter finns listade i Catalogue of Life.